# NGC 7226
NGC 7226 é um aglomerado aberto na direção da constelação de Cepheus. O objeto foi descoberto pelo astrônomo Edward Holden em 1881, usando um telescópio refrator com abertura de 15,6 polegadas. Devido a sua moderada magnitude aparente (+9,6), é visível apenas com telescópios amadores ou com equipamentos superiores. 